# Phyllachora compositae
Phyllachora compositae är en svampart som först beskrevs av Rick, och fick sitt nu gällande namn av Bat. & A.F. Vital 1957. Phyllachora compositae ingår i släktet Phyllachora och familjen Phyllachoraceae.   Inga underarter finns listade i Catalogue of Life.